# Janet Frame
Nene Janet Paterson Clutha ONZ CBE (28 d'agost de 1924 – 29 de gener 2004), més coneguda pel nom de ploma Janet Frame, va ser una escriptora neozelandesa. Escrigué novel·les, contes curts, poesia, ficció juvenil i una autobiografia. La fama de Frame està lligada tant a la seva carrera literària com a la seva història personal dramàtica. Frame va ser sotmesa durant anys a hospitalització psiquiàtrica. Ella tenia programada una lobotomia que finalment es va acabar cancel·lant, possiblement perquè pocs dies abans de la intervenció, la seva obra debut de contes va rebre inesperadament un premi nacional de literatura.

## Obres

### Novel·les
- 1957 Owls Do Cry. Christchurch: Pegasus Press.
- 1961 Faces in the Water. Christchurch: Pegasus Press; Nova York: Braziller. (en català,  Cares enmig de l'aigua, edició de 2022, trad. X. Pàmies)
- 1962 The Edge of the Alphabet. Christchurch: Pegasus Press.
- 1963 Scented Gardens for the Blind. Londres: WH Allen.
- 1965 The Adaptable Man. Londres: WH Allen.
- 1966 A State of Siege. Nova York: Braziller.
- 1968 The Rainbirds. Londres: WH Allen. (publicat als Estats Units amb el títol preferit per Frame: Yellow Flowers in the Antipodean Room. Nova York: Braziller, 1969)
- 1970 Intensive Care. Nova York: Braziller.
- 1972 Daughter Buffalo. Nova York: Braziller.
- 1979 Living in the Maniototo. Nova York: Braziller.
- 1989 The Carpathians. Nova York: Braziller.
- 2007 Towards Another Summer. Auckland: Vintage ISBN 978-1-86941-868-7 (obra pòstuma).
- 2013 In the Memorial Room. Melbourne: Text Publishing. ISBN 978-1-92214-713-4 (escrita el 1974 però publicada pòstumament a petició seva).

### Contes
- 1951 The Lagoon and Other Stories. Christchurch: Caxton Press. (Datada erròniament en la primera edició com de 1952)
- 1963. The Reservoir: Stories and Sketches/Snowman Snowman: Fables and Fantasies. Nova York: Braziller (Selecció publicada en l'edició Commonwealth The Reservoir and Other Stories Londres: W.H. Allen, 1966).
- 1983. You Are Now Entering the Human Heart. Wellington: Victoria University Press.

### Ficció juvenil
- 1969. Mona Minim and the Smell of the Sun. (il·lustrada per Robin Jacques.) Nova York: Braziller.

### Poesia
- 1967. The Pocket Mirror. Nova York: Braziller.
- 2006. The Goose Bath. Auckland: Random House/Vintage (Publicada pòstumament); (publicada al Regne Unit formada per una selecció de The Pocket Mirror amb el títol Storms Will Tell: Selected Poems. Bloodaxe Books, 2008)
- 2017. Parleranno le tempeste. Mendrisio; Gabriele Capelli Editore (Publicada pòstumament); (publicada a Itàlia i Suiza formada per una selecció de The Pocket Mirror i The Goose Bath). Traduït per Eleonora Bello i Francesca Benocci. Prefaci de Pamela Gordon (Janet Frame Literary Trust.

### Autobiografia
- 1982. To the Is-Land (Autobiografia 1). Nova York: Braziller.
- 1984. An Angel at My Table (Autobiografia 2). Nova York: Braziller.
- 1984. The Envoy From Mirror City (Autobiografia 3). Auckland: Century Hutchinson.
- 1989. An Autobiography. Auckland: Century Hutchinson (pòstumament va ser republicada amb el títol An Angel at My Table, Londres: Virago, 2008).

### Narracions i poemes publicats independentment
- 1946. "University Entrance" a New Zealand Listener, 22 de març de 1946.
- 1947. "Alison Hendry" a Landfall 2, juny de 1947. (publicada amb el nom de ploma "Jan Godfrey"; republicat dins The Lagoon and Other Stories amb el títol "Jan Godfrey".)
- 1954. "The Waitress" a New Zealand Listener, 9 de juliol 1954
- 1954. "The Liftman" a New Zealand Listener, 13 d'agost de 1954
- 1954. "On Paying the Third Installment" a New Zealand Listener, 10 de setembre de 1954
- 1954. "Lolly Legs" a New Zealand Listener, 15 d'octubre de 1954
- 1954. "Trio Concert" a New Zealand Listener, 29 d'octubre de 1954.
- 1954. "Timothy" a New Zealand Listener, 26 de novembre de 1954
- 1955. "The Transformation" a New Zealand Listener, 28 de gener de 1955
- 1956. "The Ferry" a New Zealand Listener, 13 de juliol de 1956.
- 1956. "Waiting for Daylight" a Landfall (NZ) 10
- 1956. "I Got Shoes" a New Zealand Listener, 2 de novembre de 1956.
- 1957. "Face Downwards a the Grass" a Mate (NZ) 1
- 1957. "The Dead" a Landfall (NZ) 11
- 1957. "The Wind Brother" a School Journal (NZ) 51.1
- 1958. "The Friday Night World" a School Journal (NZ) 52.1
- 1962. "Prizes" a The New Yorker 10 de març de 1962
- 1962. "The Red-Currant Bush, the Black-Currant Bush, the Gooseberry Bush, the African Thorn Hedge, and the Garden Gate Who Was Once the Head of an Iron Bed" a Mademoiselle abril de 1962
- 1963. "The Reservoir" a The New Yorker 12 January 1963 (republicada comThe Reservoir: Stories and Sketches)
- 1963. "The Chosen Image" a Vogue, juliol de 1963
- 1964. "The Joiner" a Landfall (NZ) 18
- 1957. "The Road to Takapuna" a Mate (NZ) 12
- 1964. "Scott's Horse" a Landfall (NZ) 18
- 1964. "The Senator Had Plans" a Landfall (NZ) 18
- 1965. "The Bath" a Landfall (NZ) 19 (Reprinted com You Are Now Entering the Human Heart)
- 1966. "A Boy's Will" a Landfall (NZ) 20
- 1966. "White Turnips: A Timely Monologue" a New Zealand Monthly Review maig de 1966
- 1966. "In Alco Hall" in Harper's Bazaar, novembre de 1966
- 1968. "In Mexico City" a New Zealand Listener, 20 de desembre de 1968
- 1969. "You Are Now Entering the Human Heart" a The New Yorker 29 de març de 1969 (Republicada com You Are Now Entering the Human Heart)
- 1969. "The Birds of the Air" a Harper's Bazaar, juny de 1969
- 1969. "Jet Flight" a New Zealand Listener, 8 d'agost de 1969
- 1969. "The Words" a Mademoiselle octubre de 1969
- 1970. "Winter Garden" a The New Yorker 31 de gener de 1970
- 1974. "They Never Looked Back" a New Zealand Listener, 23 de març de 1974
- 1975. "The Painter" a New Zealand Listener, 6 de setembre de 1975
- 1976. "Rain on the Roof" a The Journal (NZ), abril de 1976 (prèviament publicada a The Pocket Mirror)
- 1979. "Insulation" a New Zealand Listener, 17 de març de 1979
- 1979. "Two Widowers" a New Zealand Listener, 9 de juny de 1979
- 2004. "Three Poems by Janet Frame" a New Zealand Listener, 28 d'agost – 3 de setembre de 2004 (obra pòstuma)
- 2008. "A Night at the Opera" a The New Yorker, 2 de juny de 2008 (obra pòstuma)
- 2008. "Gorse Is Not People" a The New Yorker, 1 de setembre de 2008 (obra pòstuma)

### Articles, ressenyes, assajos i lletres
- 1953. "A Letter to Frank Sargeson" a Landfall 25, març de 1953
- 1954. "Review of Terence Journet's Take My Tip" a Landfall 32, desembre de 1954
- 1955. "Review of A Fable by William Faulkner" a Parson's Packet, no. 36, octubre–desembre 1955
- 1964. "Memory and a Pocketful of Words" a Times Literary Supplement, 4 de juny de 1964
- 1964. "This Desirable Property" a New Zealand Listener, 3 de juliol de 1964
- 1965. "Beginnings" a Landfall (NZ) 73, març 1965
- 1968. "The Burns Fellowship" a Landfall (NZ) 87, setembre de 1968
- 1973. "Charles Brasch 1909–1973: Tributes and Memories from His Friends" a Islands (NZ) 5, primavera de 1973
- 1975. "Janet Frame on Tales from Grimm" a Education (NZ) 24.9, 1975
- 1982. "Departures and Returns" a G. Amirthanayagan (ed.) Writers in East-West Encounter, Londres: Macmillan, 1982.
- 1984. "A last Letter to Frank Sargeson" a Islands (NZ) 33, juliol